# Kōhei Andō
Kōhei Andō (安藤 紘平 Andō Kōhei?,  Pekín, China, 1 de febrero de 1944) es un director de cine y productor japonés. Nacido en Pekín, Andō se graduó de la Universidad de Waseda con una licenciatura en ciencia y tecnología; luego pasaría a estudiar en la prestigiosa École centrale en París. Comenzó trabajando como productor asistente en la obra teatral de Terayama Shūji, Les Enfants du Paradis, y viajó con Terayama por Europa. Al año siguiente, comenzó a filmar películas independientes. Ha recibido premios en numerosos festivales internacionales de cine, incluido el Festival Internacional de Cortometrajes de Oberhausen en 1969 y en el Festival internacional de cine de Thonon-les-Bains en 1973. 
Algunas de sus obras están incluidas en colecciones de importantes museos de arte y cine. También ha recibido numerosos premios internacionales por su papel como director y productor, incluido el International Electronic Cinema Festival Astrolabium Award, el International Audiovisual Software Faire Multimedia Grand Prize y el Hivision Award.